# Geomyersia
Geomyersia – rodzaj jaszczurek z podrodziny Lygosominae w obrębie rodziny scynkowatych (Scincidae).

## Rozmieszczenie geograficzne
Rodzaj obejmuje gatunki występujące na Wyspach Salomona, Wyspach Admiralicji i Archipelagu Bismarcka. 

## Systematyka
Rodzaj zdefiniował w 1968 roku para australijskich herpetologów , Allen Eddy Greer i Frederick Stanley Parker, w artykule zatytułowanym Geomyersia glabra, nowy rodzaj i gatunek scynka z Bougainville, z Wysp Salomona, z komentarzami na temat pokrewieństwa niektórych rodzajów Lygosominae, opublikowanym w czasopiśmie „Breviora”. Gatunkiem typowym jest (oznaczenie monotypowe) G. glabra.

### Etymologia
Geomyersia: George Sprague Myers (1905–1985), amerykański ichtiolog i herpetolog.

### Podział systematyczny
Do rodzaju należą następujące gatunki:
- Geomyersia coggeri Greer, 1982
- Geomyersia glabra Greer & Parker, 1968